# Hockey op de Olympische Zomerspelen 1928

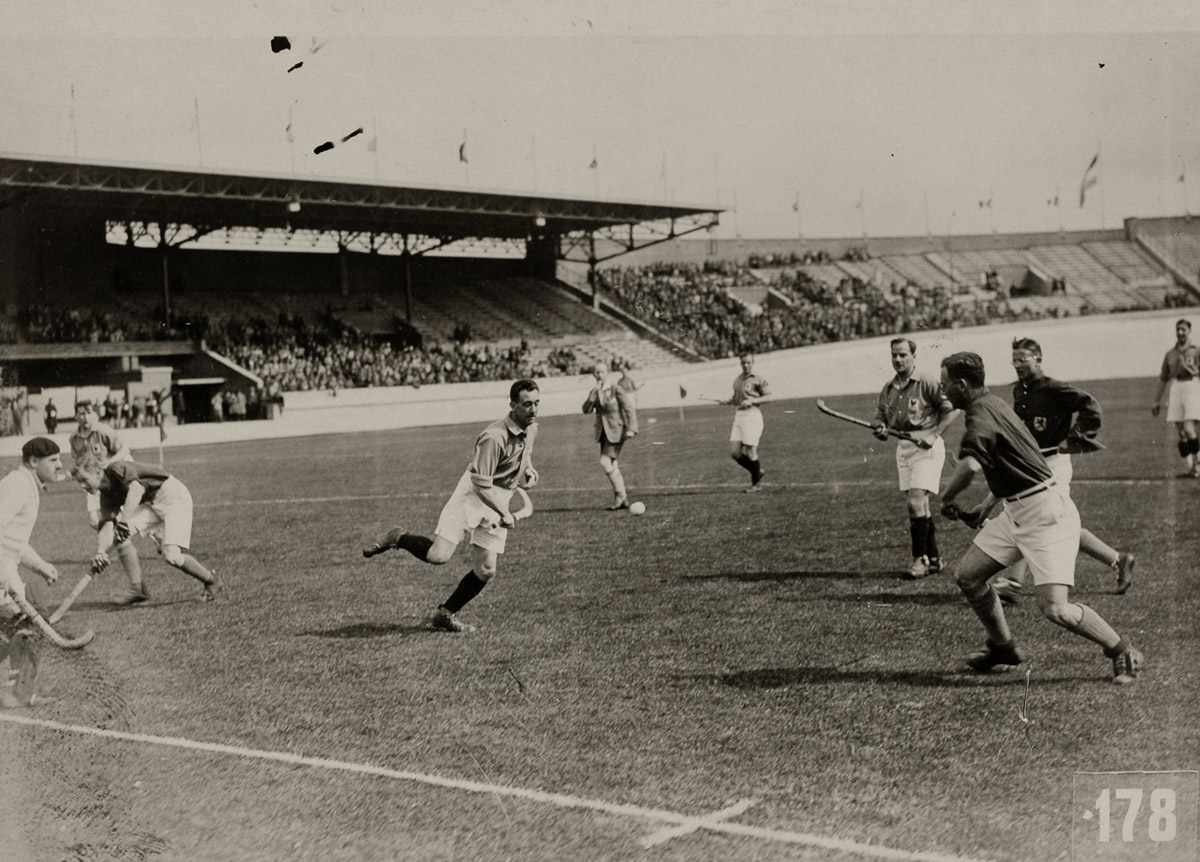
De wedstrijd Nederland-Frankrijk (5-0)

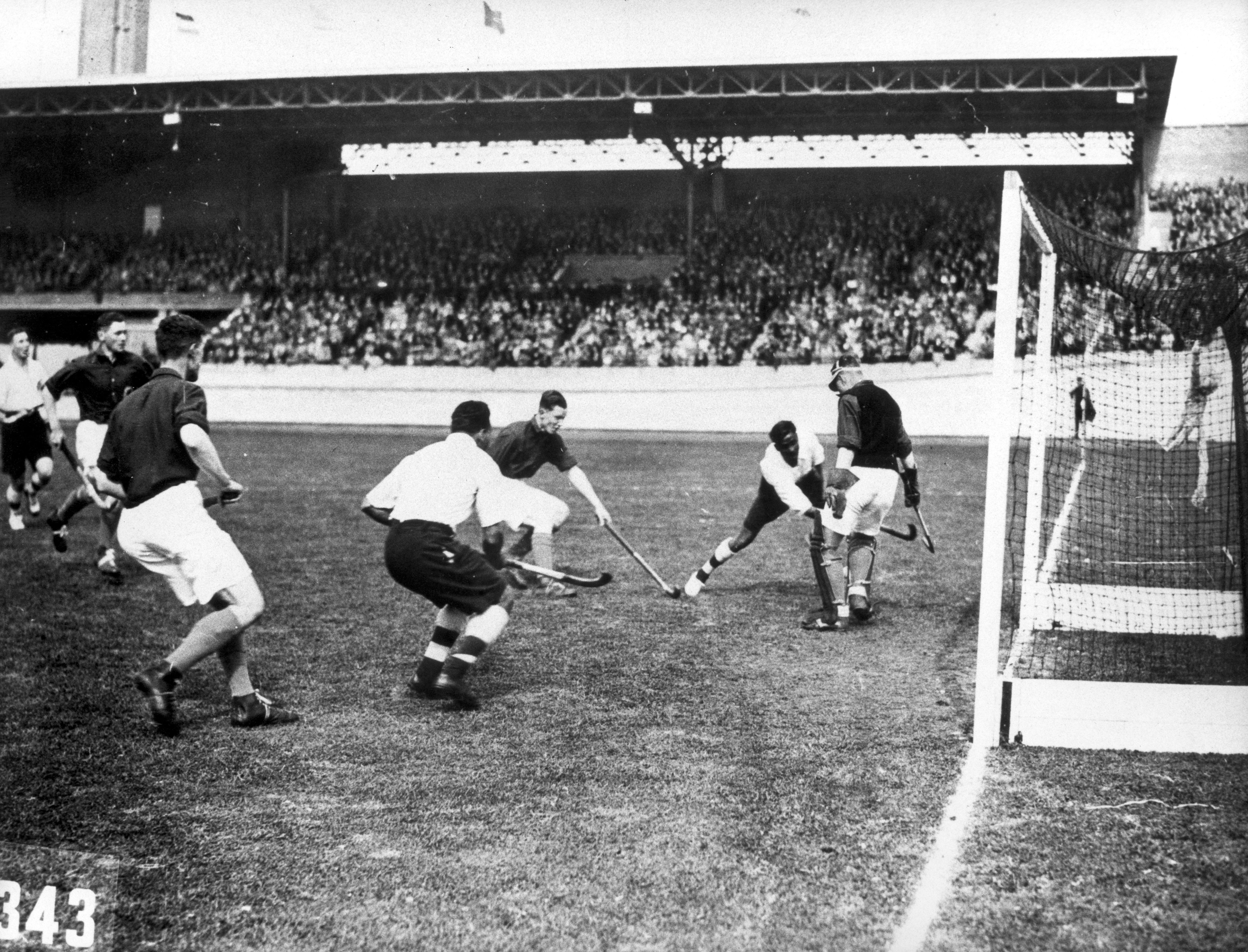
De finalewedstrijd: Brits Indië-Nederland (3-0)

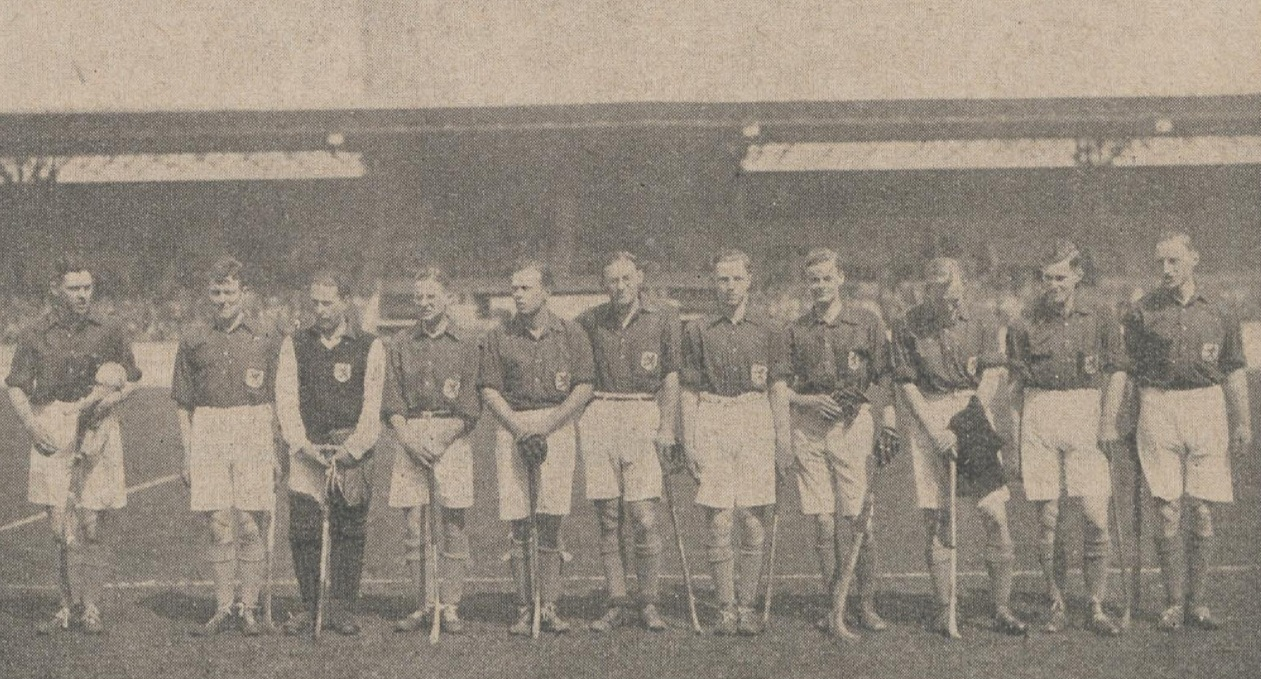
Het Nederlands hockeyteam

Veldhockey is een van de sporten die beoefend werden tijdens de Olympische Zomerspelen 1928 in Amsterdam.
Tien landen hadden zich ingeschreven. Omdat Tsjecho-Slowakije zich terugtrok namen er uiteindelijk negen landen deel.
Deze negen teams werden over twee groepen verdeeld, die een halve competitie speelden, de groepwinnaars plaatsten zich voor de finale, de nummers twee om de strijd voor het brons.
De wedstrijden werden van 17 tot en met 26 mei gespeeld, net als de voetbalwedstrijden dus nog vóór de officiële opening van de Spelen op 28 juli.

## Heren

### Voorronde

#### Groep A
| datum  | land        | uitslag | land        |
| ------ | ----------- | ------- | ----------- |
| 17 mei | Zwitserland | 1 – 2   | Denemarken  |
| 17 mei | Brits-Indië | 6 – 0   | Oostenrijk  |
| 18 mei | Denemarken  | 3 – 1   | Oostenrijk  |
| 18 mei | Brits-Indië | 9 – 0   | België      |
| 20 mei | Zwitserland | 0 – 3   | België      |
| 20 mei | Brits-Indië | 5 – 0   | Denemarken  |
| 22 mei | België      | 4 – 0   | Oostenrijk  |
| 22 mei | Brits-Indië | 6 – 0   | Zwitserland |
| 24 mei | Denemarken  | 0 – 1   | België      |
| 24 mei | Zwitserland | 1 – 0   | Oostenrijk  |

| Rang | Land        | Wed | W | G | V | DV | DT | Saldo | Ptn |
| ---- | ----------- | --- | - | - | - | -- | -- | ----- | --- |
| 1    | Brits-Indië | 4   | 4 | 0 | 0 | 26 | 0  | 26    | 8   |
| 2    | België      | 4   | 3 | 0 | 1 | 8  | 9  | -1    | 6   |
| 3    | Denemarken  | 4   | 2 | 0 | 2 | 5  | 8  | -3    | 4   |
| 4    | Zwitserland | 4   | 1 | 0 | 3 | 2  | 11 | -9    | 2   |
| 5    | Oostenrijk  | 4   | 0 | 0 | 4 | 1  | 14 | -13   | 0   |

#### Groep B
| datum  | land      | uitslag | land      |
| ------ | --------- | ------- | --------- |
| 17 mei | Duitsland | 5 – 1   | Spanje    |
| 17 mei | Nederland | 5 – 0   | Frankrijk |
| 19 mei | Nederland | 2 – 1   | Duitsland |
| 19 mei | Frankrijk | 2 – 1   | Spanje    |
| 22 mei | Duitsland | 2 – 0   | Frankrijk |
| 23 mei | Nederland | 1 – 1   | Spanje    |

| Rang | Land      | Wed | W | G | V | DV | DT | Saldo | Ptn |
| ---- | --------- | --- | - | - | - | -- | -- | ----- | --- |
| 1    | Nederland | 3   | 2 | 1 | 0 | 8  | 2  | 6     | 5   |
| 2    | Duitsland | 3   | 2 | 0 | 1 | 8  | 3  | 5     | 4   |
| 3    | Frankrijk | 3   | 1 | 0 | 2 | 2  | 8  | -6    | 2   |
| 4    | Spanje    | 3   | 0 | 1 | 2 | 3  | 8  | -5    | 1   |

### Bronzen Finale
| datum  | land      | uitslag | land   |
| ------ | --------- | ------- | ------ |
| 26 mei | Duitsland | 3 – 0   | België |

### Finale
| datum  | land        | uitslag | land      |
| ------ | ----------- | ------- | --------- |
| 26 mei | Brits-Indië | 3 – 0   | Nederland |

### Eindrangschikking
| rang   | land | sporter(s) |
| ------ | ---- | --- |
| Goud   | IND  | Richard Allen, Dhyan Chand, Michael Gateley, William Goodsir-Cullen, Leslie Hammond, Feroze Khan, George Marthins, Rex Norris, Broome Pinniger, Michael Rocque, Frederic Seaman, Ali Shaukat, Jaipal Singh, Sayed Yusuf Kher Singh Gill |
| Zilver | NED  | Jan Ankerman, Jan Brand, Rein de Waal, Emile Duson, Gerrit Jannink, Adriaan Katte, August Kop, Ab Tresling, Paul van de Rovaart, Robert van der Veen, Haas Visser 't Hooft C. J. J. Hardebeck, T. F. Hubrecht, G. Leembruggen, H. J. L. Mangelaar Meertens, Otto Muller von Czernicki, W. J. van Citters, C. J. van der Hagen, Tonny van Lierop, J. J. van Tienhoven van den Bogaard, J. M. van Voorst van Beest, N. Wenholt         |
| Brons  | GER  | Bruno Boche, Georg Brunner, Heinz Förstendorf, Erwin Franzkowiak, Werner Freyberg, Theodor Haag, Hans Haußmann, Kurt Haverbeck, Aribert Heymann, Herbert Hobein, Fritz Horn, Karl-Heinz Irmer, Herbert Kemmer, Herbert Müller, Werner Proft, Gerd Strantzen, Rolf Wollner, Heinz Wöltje, Erich Zander Fritz Lincke, Heinz Schäfer, Kurt Weiß                                                                                         |
| 4      | BEL  | Lambert Adelot, Claude Baudoux, Yvon Baudoux, Freddy Cattoir, Louis De Deken, Paul Delheid, Louis Diercxsens, Auguste Goditiabois, Adolphe Goemaere, Georges Grosjean, Joseph Bastiné, Charles Koning, René Mallieux, André Seeldrayers, Étienne Soubre, Jean Van Der Straeten, Emile Vercken, Corneille Wellens Fernand Carrez, Charles de Keyzer, Victor de Laveleye, Jacques Rensburg                                             |
| —      | DEN  | Arne Blach, Otto Busch, Hagbarth Dahlmann, Aage Heymann, Niels Heilbuth, Henning Holst, Erik Husted, Otto Husted, Peter Koefoed, Henry Madsen, Carl Malling, Børge Monberg, Peter Prahm Aage Norsker |
| —      | FRA  | G. F. M. Arlin, Guy Chevalier, P. de Lévaque, Félix Grimonprez, Marcel Lachmann, M. P. F. Lanet, M. R. Petitdidier, H. M. Peuchot, B. A. Poussineau, P. Prieur, J. P. G. Rivière, J. E. L. Robin, R. F. Salarnier, J. E. G. Simon, Albert Six A. Bié, M. L. Guirard, Paul Imbault, H. E. J. A. Reisenthel, J. Rémusat |
| —      | SUI  | Jean-Jacques Auberson, Adolf Fehr, Konrad Fehr, Alfred Fischer, Fred Jenny, Adalbert Koch, J. Loubert, Ernst Luchsinger, Maurice Magnin, Eduard Mauris, Roland Olivier, Rene Pellarin, Charles Piot, Henry Poncet, R. Rodé, Max Zumstein J. Brun, E. Coppetti, F. Hermenjat, L. Joset, C. Piot, A. Rhinow |
| —      | ESP  | Francisco Argemí Sola, Juan Baguñá Gila, Juan Becerril Antón-Miralles, José María Caralt Mas, José Caralt Vidal, Manuel Chávarri Rodríguez Avial, Bernabé de Chávarri Rodríguez Codes, Enrique de Chávarri Rodríguez Codes, Santiago Goicochea Orsolides, Luis Isamat Bosch, Juan Junquera Baguña, Manuel Lobo Vidal, Luis Rierola Albo, Francisco de Roig Ventura, Fernando Torres Polanco José de Aguilera Alonso, A. Heraso Lledo |
| —      | AUT  | Emil Haladik, Fritz Herzl, Kurt Lehrfeld, Erwin Landesmann, Hubert Lichtneckert, Fritz Lichtstein, Willi Machu, Paul Massarek, Erwin Nossig, Karl Ördögh, Alfred Revi, Hans Rosenfeld, Otto Stritzko, Hans Wald, August Wildam, Arthur Winter, Fritz Steiner, Josef Berger |

Londen 1908 · 
Antwerpen 1920 · 
Amsterdam 1928 · 
Los Angeles 1932 · 
Berlijn 1936 · 
Londen 1948 · 
Helsinki 1952 · 
Melbourne 1956 · 
Rome 1960 · 
Tokio 1964 · 
Mexico-stad 1968 · 
München 1972 · 
Montréal 1976 · 
Moskou 1980 · 
Los Angeles 1984 · 
Seoel 1988 · 
Barcelona 1992 · 
Atlanta 1996 · 
Sydney 2000 · 
Athene 2004 · 
Peking 2008 · 
Londen 2012 · 
Rio de Janeiro 2016 · 
Tokio 2020 · 
Parijs 2024 · 
Los Angeles 2028 
Medaillewinnaars
Atletiek · Boksen · Gewichtheffen · Hockey · Kaatsen (demonstratie) · Korfbal (demonstratie) · Kunstwedstrijden · Lacrosse (demonstratie) · Moderne vijfkamp · Paardensport · Roeien · Schermen · Schoonspringen · Turnen · Voetbal · Waterpolo · Wielersport · Worstelen · Zeilen · Zwemmen